# Sneltvedt
Sneltvedt is een plaats in de Noorse gemeente Skien, provincie Telemark. Sneltvedt telt 244 inwoners (2007) en heeft een oppervlakte van 0,26 km².